# 黑框警告

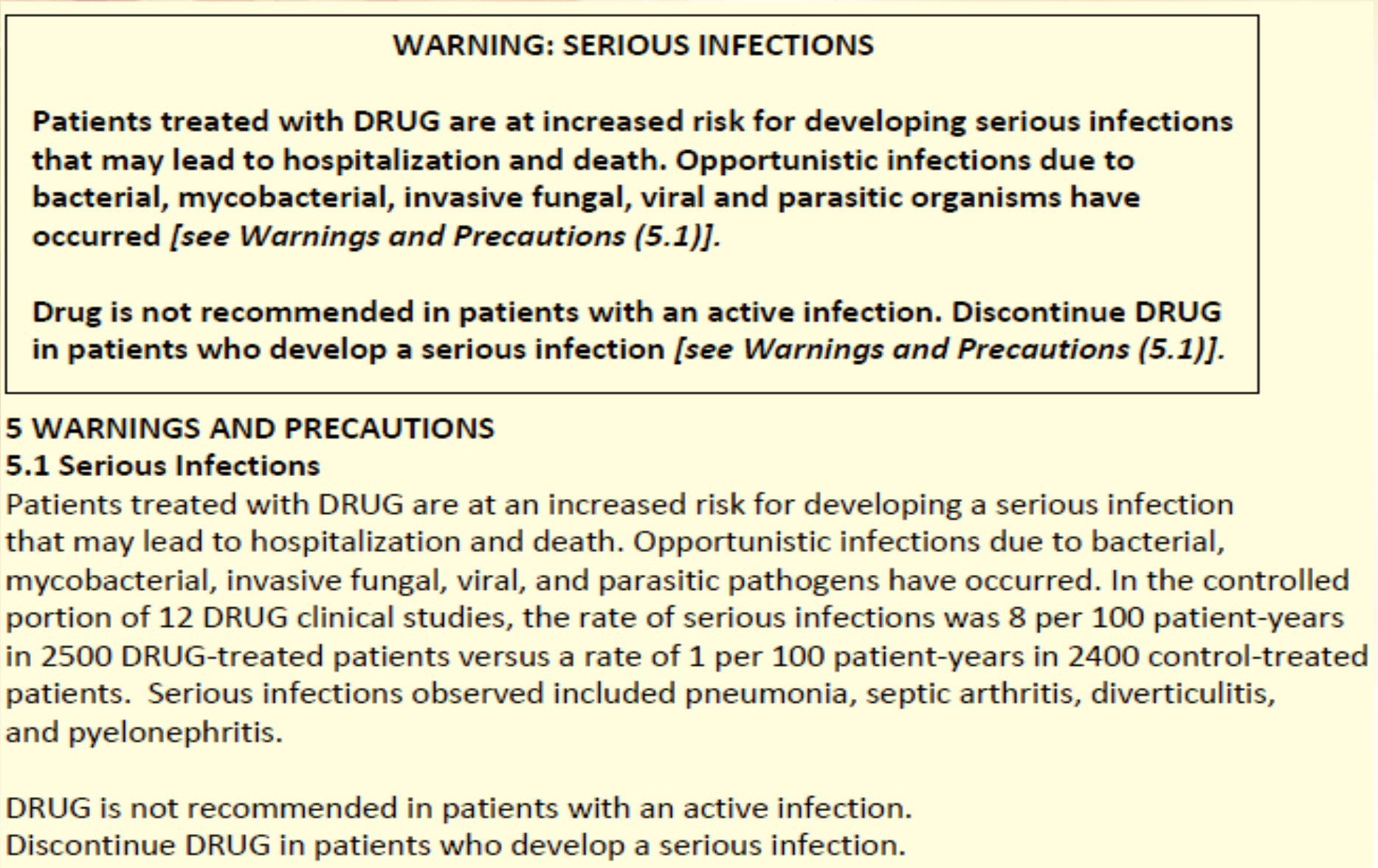
图为黑框警告的例子。为了强调，警告中的字被加粗并用黑框包围。

黑框警告（英語：black box warning）是出现在美国某些处方药的包装说明书上的一种警告格式，之所以被称为黑框警告是因为：美国食品和药物管理局（FDA）指定此种药品警示的周围需标注「方框」。FDA可以要求制药公司在处方药的标签或描述它的文献中放置黑框警告。黑框警告在FDA有可能要求的警告形式中是最强烈的，黑框警告的出现表示：有医学研究指出服用该药物伴随着巨大风险，可能导致严重甚至危害性命的不良反应。
经济学家和医生彻底研究了FDA黑框警告对处方开立模式的影响。在药物的黑框警告发布后，医生和患者不一定会就药物的黑框警告进行对话。例如，FDA规定标示黑框警告之后，罗格列酮的使用减少了70%，但这仍然意味着380万人被开立了这种药物。后来的研究表明，在FDA发布警告后，由于警告、媒体曝光和科学出版物的综合影响，罗格列酮的使用有所减少，而吡格列酮虽也有类似的警告，但媒体曝光较少，因此没有类似地减少使用。
2005年，FDA就老年痴呆症患者开具非典型抗精神病药的风险发布了黑框警告。该警告的出现导致使用抗精神病药物的案例数下降，尤其以老年痴呆症族群最为明显。
其他国家也有类似于黑框警告的系统。中国国家药监局系统中，说明书顶端可附警示语，一般也是以黑框形式展现。

## 例子

### 美国
自2004年以来，关于药物的黑框警告在美国受到越来越多的媒体关注。一些较广泛报道的事件包括：
- 自2004年11月17日起，FDA要求在醋酸甲羟孕酮避孕注射药上标示黑框警告，因为长期使用会导致骨密度显着降低。[9]
- 2005年，FDA就老年痴呆症患者开具非典型抗精神病药的风险发布了黑框警告。该警告的出现导致使用抗精神病药物的案例数下降，尤其以老年痴呆症族群最为明显。[6]
- 2006年起，那他珠单抗（英语：Natalizumab）（商品名为泰吉利，Tysabri），因为引发进行性多灶性白质脑病（PML）的风险增加，被要求于包装上进行黑框警告。2004年，泰吉利刚推出不久，就因为三个罕见病例被指出与其使用有关，而被禁止于市面上贩售。PML在2012年影响了大约212名那他珠单抗施用者（每1000名患者中有2.1名）。[10]
- 自2006年10月9日，FDA对抗凝血剂华法林添加了黑框警告，因为它有出血致死的风险。[11]
- 2006年2月，经FDA的药物安全和风险管理咨询委员会投票，用于治疗注意力缺陷多动障碍的哌醋甲酯制剂（如利他林）中应该加入黑框警告，例如利他林（哌醋甲酯），因为它可能引起心血管相关的副作用。[12]一个月后，FDA的儿科咨询委员会却拒绝建议要加入针对心血管和精神方面不良反应的黑框警告。[13]
- 2007年11月14日，FDA对糖尿病药物文迪雅（罗格列酮）添加了黑框警告，理由是患有潜在心脏病或心脏病发作风险高的患者存在心力衰竭或心脏病发作的风险。[14]
- 2008年7月8日，FDA下令对某些含有氟喹诺酮的抗生素药物发出黑框警告，氟喹诺酮被指出与肌腱断裂和肌腱炎有关。受影响的流行药物有环丙沙星（Cipro）、左氧氟沙星（Levaquin）、莫西沙星（Avelox）、诺氟沙星（Noroxin）和氧氟沙星（Floxin）。[15]
- 2009年7月1日，由于有关抑郁症、自杀念头和自杀行为等副作用的公开报告，FDA要求对伐尼克兰（Chantix）进行黑框警告。2016年，由于新的相关证据出现，该警告已被删除。[16]
- 2010年10月27日，FDA发布了对于美国的猫使用美洛昔康（Metacam）口服混悬剂的黑框警告。美洛昔康是一种非甾体抗炎药，在美国被批准用于猫的单次术后注射。[17]
- 2013年5月，FDA发布了关于使用促甲状腺激素治疗肥胖症的黑框警告。[18]数据并未表明使用这些药物减肥有任何好处。数据确实表明，当在甲状腺功能减退族群中使用高水平的这些药物时，危及生命的心血管事件的风险会增加。
- 2013年7月，FDA对抗疟药甲氟喹发出黑框警告，指出该药具有不良的神经精神副作用，并强调该药的神经系统影响可能「在用药期间的任何时间发生，并且在用药停止后可持续数月至数年，甚至可能是永久性的」。[19]

### 中国
- 生脉注射液2017年开始有警示语，称：本品不良反应包括过敏性休克，应在有抢救条件的医疗机构使用，使用者应接受过过敏性休克抢救培训，用药后出现过敏反应或其他严重不良反应，须立即停药并及时救治。[20]
- 2025年3月，炎琥宁注射液增加黑框警示语，称：接受本品治疗的患者有发生严重过敏反应的风险，包括过敏性休克，严重者可导致死亡。6岁及以下儿童禁用本品。[21]